# 以馬內利修女
以馬內利修女（法語：Sœur Emmanuelle，1908年11月16日—2008年10月20日），本名瑪德蓮·桑崗（Madeleine Cinquin）。索邦大學文學學士學位。被稱為法國窮人的守護天使。1931年於錫安聖母院教會（La congre'gation de Notte-Dame-de-Sion）發願為修女。

## 小記
瑪德蓮六歲時，父親被浪花吞沒，沒了父親。而後，十五歲的瑪德蓮坐在布魯塞爾家中頂樓的窗台前，翻閱著法文作業，「人是一根會思考的蘆葦！」這是十七世紀天才思想家布萊茲·帕斯卡的名言，深深被其感動。85歲的她，被上級強迫退休。但是她仍到處奔走，不忘自己本分。成立以馬內利修女之友協會，支持埃及貧民窟，和蘇丹，黎巴嫩，菲律賓等二十多國的救助和建設工作。法國當地的流浪漢和未婚媽媽等。最後於卡利昂教會養老會安詳辭世。

## 著作
- 《貧窮的富裕》(Richesse de la pauvret?)，2003年，繁體中文版由心靈工坊出版，ISBN 957-285-657-X
- 《活著，為了什麼？》(Vivre, à quoi ça sert?) 2005年，繁體中文版由心靈工坊出版，ISBN 986-757-435-4
- 《我100歲，我有7萬個小孩：以馬內利修女回憶錄》(J'ai 100 ans et je voudrais vous dire)，2009年，繁體中文版由心靈工坊出版，ISBN 978-986-678-269-5